# 久保田滋
久保田 滋（くぼた しげる、1937年 -）は、日本のミステリー作家、ノンフィクション作家。

## 来歴
満洲国生まれ。北海道札幌東高等学校卒業、青山学院大学中退。
大学中退後、トヨタ系の重整備工場にてフロントマンとして勤務。1963年、東京海上火災保険が設けた自動車保険損害調査人で保険業界に参入し、1972年独立。
その後、保険特殊調査員として活躍し、1991年、『保険金奪取』で作家デビュー。以後、ミステリー小説を中心に作品を発表する一方、自身の長い保険調査員としての経験を生かしたノンフィクション作品も発表している。

## 作品一覧
- 『保険金奪取』（KKベストセラーズ、Best Library） 1991年
- 『保険喰い』（廣済堂出版、廣済堂ブルーブックス） 1992年
- 『ルノアールを盗んだ男』（角川書店、カドカワノベルズ） 1993年
- 『紙の柩 保険金詐取マニュアル』（出版芸術社） 1995年
- 『奪掠』（実業之日本社、ジョイ・ノベルス） 1998年
- 『保険金犯罪の手口』（ケイエスエス） 1999年
- 『クロスオーバー』（出版芸術社） 1999年
- 『埼玉「生命保険加入」血も凍る全手口 - 八木殺人疑惑人はこうして狙った』（小学館） 2000年
- 『Zの神話 - 国産乗用車を愛した職人たち』（出版芸術社） 2002年
- 『ザ・ゴルフ - ゴルフ名言集』（出版芸術社） 2006年
- 『ゴルフの言霊 - ゴルフ名言集 2』（出版芸術社） 2008年